# 马克·雷伯特
马克·雷伯特（英語：Marc Raibert，1949年12月22日—），是波士顿动力的创始人，前CEO和主席。在此之前，他曾任麻省理工學院计算机科学和電子工程系教授，以及计算机科学和機器人學副教授。在卡內基美隆大學，雷伯特創立了一間研究動力機器人科學根據的實驗室，並研發出第一款能自己平衡的跳躍機器人。